# Міста Сальвадору

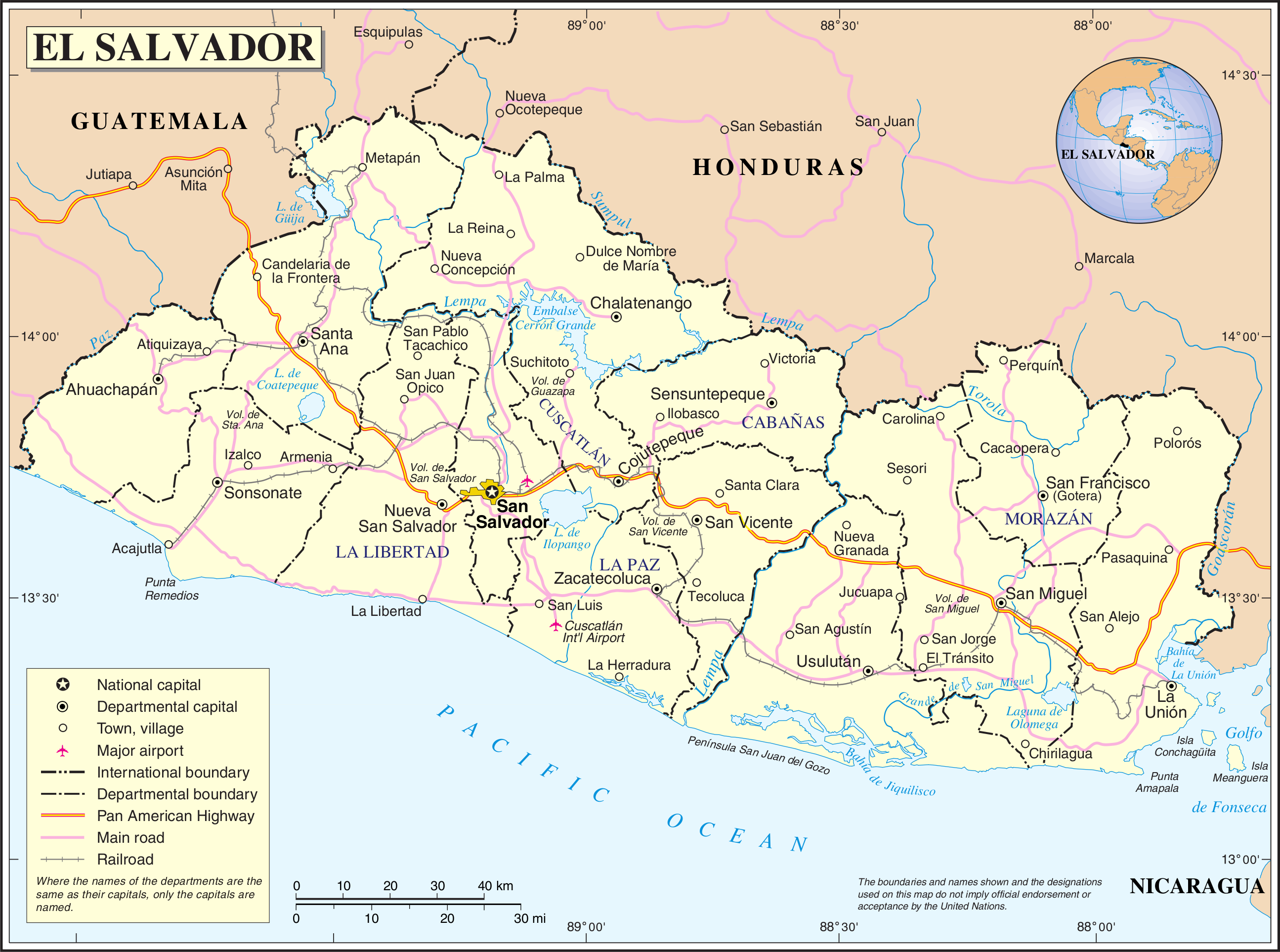
Мапа Сальвадору

До списку міст Сальвадору включені найбільші населені міста країни.
У Сальвадорі налічується 25 міст із населенням понад 25 тисяч мешканців. 1 місто - населення понад 500 тисяч, 12 міст — населення від 100 до 500 тисяч, 8 — від 50 до 100 тисяч, 4 — від 25 до 50 тисяч.
Нижче перелічено 19 найбільших міст із населенням понад 50 тисяч
| Назва             | Населення |
| ----------------- | --------- |
| Сан-Сальвадор     | 540 989   |
| Санта-Ана         | 280 000   |
| Сояпанго          | 262 975   |
| Сан-Мігель        | 218 410   |
| Апопа             | 217 733   |
| Мехіканос         | 211 878   |
| Дельгадо          | 174 825   |
| Санта-Текла       | 164 171   |
| Сан-Мартін        | 144 722   |
| Кускатансінго     | 117 013   |
| Ауачапан          | 110 511   |
| Сонсонате         | 110 501   |
| Усулутан          | 71 636    |
| Кохутепеке        | 70 000    |
| Сакатеколука      | 62 576    |
| Метапан           | 59 004    |
| Антігуо-Кускалтан | 55 608    |
| Сан-Вісенте       | 53 213    |
| Такуба            | 50 000    |

## Інші міста
- Ісалько
- Ла-Лібертад
- Ла-Уніон
- Сан-Франциско Готера
- Сенсунтепеке
- Чалатенанго
- Чальчуапа